# Eucalosphaerini
Tribu
Genres de rang inférieur
- Eucalosphaera

Les Eucalosphaerini forment une tribu d'insectes coléoptères de la famille des Nitidulidae  et de la sous-famille des Cryptarchinae.